# Cratere Petzval
Petzval è un cratere lunare di 93,47 km situato nella parte sud-orientale della faccia nascosta della Luna.